# 布雷斯維爾 (印第安納州)
布雷斯維爾（英語：Braysville）是位於美國印地安納州迪爾伯恩縣的一個非建制地區。

## 地理
布雷斯維爾的座標為39°17′17″N 84°52′11″W / 39.28806°N 84.86972°W，而該地的平均海拔高度為173米（即568英尺）。